# Dislexia adquirida

## História
A Dislexia Adquirida foi identificada e pesquisada desde 1978 pela Psicoterapeuta e Psicopedagoga Lou de Olivier que, a partir de um acidente onde ocorreu anoxia como consequência à perda de memória e de capacidade para leitura, classificou e passou a pesquisar o tema. No período entre 1978 e 1995 foi amplamente pesquisado culminando em publicações a partir de 1995, sendo que as publicações oficiais datam de 1996/1997 em diversos jornais, 1999 no livro A Escola Produtiva pg. 11, seguida de publicação atualizada em 2003 no livro Distúrbios de Aprendizagem/Comportamento: Verdades que ninguém publicou pg. 13 e a partir de 2006 oficializada no livro Distúrbios de Aprendizagem e de Comportamento atualmente em sexta edição constando na pagina 50. Em todas estas publicações, Olivier afirmou ser a dislexia adquirida causada por acidentes como Acidente Vascular Cerebral, anoxia perinatal também conhecida como hipoxia neonatal entre outros.
Pesquisas paralelas no Brasil e em outros países passaram a acrescentar ao tema mais bases cientificas e atualmente está classificada oficialmente nos descritores de Ciências de Saúde em nível mundial em Português, Espanhol e Inglês onde recebeu a denominação Acquired Dyslexia e em Português onde além da denominação Dislexia Adquirida tem como sinônimos Distúrbio Adquirido da Leitura, Alexia Adquirida
Cegueira Verbal Adquirida. A classificação oficial consta da seguinte forma: Afasia visual receptiva caracterizada pela perda da capacidade adquirida previamente em compreender o significado ou significância de palavras escritas a mão, apesar da visão estar intacta. Esta afecção pode estar associada com Infarto da Artéria Cerebral Posterior e outras doenças cerebrais.

## Causas
Segundo Furtado (2008), a dislexia pode ser adquirida  quando surge na sequência de traumatismo ou lesão cerebral, ou de desenvolvimento - perturbação ou atraso na aquisição da leitura. 
Para Olivier (2003)  a dislexia adquirida surge quando o indivíduo sofre algum tipo de lesão cerebral. A dislexia pode ser adquirida , quando o individuo passa por algum tipo de trauma o chamado Avc (acidente vascular cerebral), podendo o indivíduo ter dificuldade em leituras e/ou escritas. Olivier considera também a anoxia perinatal ou hipoxia neonatal como principal causa da dislexia adquirida em neonatos, sendo que, neste caso, a dislexia adquirida só irá manifestar-se quando a criança começar a ser alfabetizada porém tendo adquirido a dislexia durante seu nascimento, ou seja, a criança que foi gerada com capacidade normal para aquisição de leitura e escrita, ao sofrer privação de oxigênio durante o parto perde a referida capacidade e passa a apresentar a dislexia adquirida que ficará latente quando iniciar estudos escolares. 
Olivier (2006) cita um importante estudo publicado na revista Biological Psychiatry onde equipe de G.R. Lyon detectou evidencias neurobiológicas na interrupção dos subjacente no sistema neuronal associados à leitura em crianças disléxicas, o que vem reforçar  a possibilidade da dislexia ser adquirida por acidentes diversos em que o cérebro sofre privações.

## Intervenção
Segundo Olivier (2003), no caso da anoxia perinatal, a criança poderá apresentar dificuldades significativas no aprendizado em vários níveis e, consequentemente, apresentar a dislexia ao ser alfabetizada, para isto, deverá haver um tratamento multidisciplinar que deverá iniciar-se por um psicopedagogo que avaliará o caso e indicará ao profissional para tratamento. 
Entretanto, em caso de anoxia por afogamento, AVC ou outros acidentes que possam deixar sequelas o indivíduo que possuía habilidade na leitura e escrevia normalmente passa a apresentar dislexia, comprovadamente dislexia adquirida, tendo colapsos de memória e muita dificuldade em ler e escrever, seu tratamento deverá começar somente após analisar todo histórico de vida do paciente e do acidente e se possui alguma sequela, em caso do acidente afetar a lateralidade, fala ou audição será necessário um fonoaudiólogo e otorrinolaringologista, acrescenta a necessidade de intervenção psicológica, psicopedagógica e neurológica também, no caso da dislexia adquirida enquanto o indivíduo estiver disléxico ele pode se adaptar a sua rotina diária normal, seguindo seu tratamento correto poderá obter cura ou boa melhora já que a dislexia não envolve alterações hemisféricas nem dos cromossomos.

## Estatísticas
Segundo dados da Organização Mundial de Saúde, 8% da população mundial é disléxica. O número sobe para 15% em pesquisas realizadas pela Associação Brasileira de Dislexia. Pode-se considerar ainda que a dislexia ocorra aproximadamente entre 3% a 17,5% da população, variando a sua incidência de acordo com a idade e língua mãe do sujeito, sendo várias as teorias sobre as causas da dislexia. Sendo assim a incidência de crianças disléxicas no cotidiano escolar pode apresentar-se elevada, de forma que há a necessidade de se criar estratégias de intervenção a fim de amenizar os sintomas deste transtorno. escolar mais tranquila.
A dislexia é um transtorno que é causado por um distúrbio do lado esquerdo do cérebro, esta não tem cura e sim tratamento. Ela não é um problema de inteligência e nem deficiência auditiva ou visual, muito menos de linguagem que apresenta na fala e escrita, ela é identificada nos momentos iniciais de aprendizagem da leitura e escrita, sendo uma dificuldade específica nos processamentos da linguagem para reconhecer é reproduzir, identificar, associar e ordenar os sons e as formas das letras. Para Olivier (2007) é preciso parar definitivamente de imaginar que a dislexia faz trocar letras.
O que acontece com o disléxico é que na maioria dos casos, ele não identifica sinais gráficos, letras ou qualquer código que caracterize um texto. Portanto, ele não troca as letras, porque seu cérebro sequer identifica o que seja uma letra. Se invertem letras é simplesmente porque nem sabem o que são letras e silabas e não porque "troca letras," como se insiste em divulgar.(OLIVIER,2007 p.56)

## Monografias
- De Olivier, Lou - Anoxia perinatal gerando dislexia, disgrafia e outros distúrbios significativos de aprendizagem, 1996/1997.

## Artigos
- De Olivier, Lou (1996). Dislexia, Definição exata do Distúrbio: jornal impresso Socorro News, Brasil
- De Olivier, Lou (1999). Dislexia, Definição exata do Distúrbio: jornal eletrônico Cá estamos nós, Portugal e Reino Unido
- De Olivier, Lou (2013). Dislexia: Revista Sentidos edição 74, Janeiro 2013, Editora Escala, Brasil
- De Olivier, Lou (1996). Dossiê Anoxia Perinatal e Dislexia Adquirida, Revista Psique, edição 90, junho 2013, Editora Escala, Brasil

## Ligações Externas
http://www.loudeolivier.com
http://www.dislexiaadquirida.com
http://www.dislexiaadquirida.loudeolivier.com
http://dislexiaadquirida.wix.com/dislexiaadquirida
http://www.al.sp.gov.br/noticia/?id=370790